# Selenus
Gustavus Selenus. Pseudónimo del noble alemán Duque Augusto II de Brunswick-Lüneburg, cuya traducción al español sería "El hombre en la Luna".
Erudito alemán del siglo XVII aficionado a la criptografía y el ocultismo, publicó en su obra criptográfica "Cryptomenytices et Cryptographiae" (Lüneburg, 1624) el "Libro III" de la esteganografía del Abad Johannes Trithemius, analizándolo aunque sin ofrecer una solución a las claves secretas que contiene (Heidel, en 1676, pretendió haber descifrado el código publicando una serie de indescifrables criptogramas cuya clave no proporcionó, por lo que jamás se ha llegado a saber si era cierto o no).
En esta obra el autor presenta una complejidad no vista hasta entonces al emplear una rueda que permite hacer girar una veintena de círculos concéntricos, cada uno de los cuales contienen dupletes (grupos de dos palabras), así como tablas que contienen unos treinta mil tripletes.
Su obra más conocida es Cryptomenytices: "Gustavi Seleni Cryptomenytices et Cryptographiæ, Libri IX. In quibus & planissima Steganographiæ à Johanne Trithemio, Abbate Spanheymensi & Herbipolensi, admirandi ingenii Viro, magicè & ænigmaticè olim conscriptæ, Enodatio traditur. Inspersis ubiquè Authoris ac Aliorum, non contemnendis inventis, nombre tan largo en el que el autor no presenta al lector duda alguna de quién fue su autor, en qué obras se basó o qué es lo que trata...
- Datos: Q2884919